# 峻瀅II

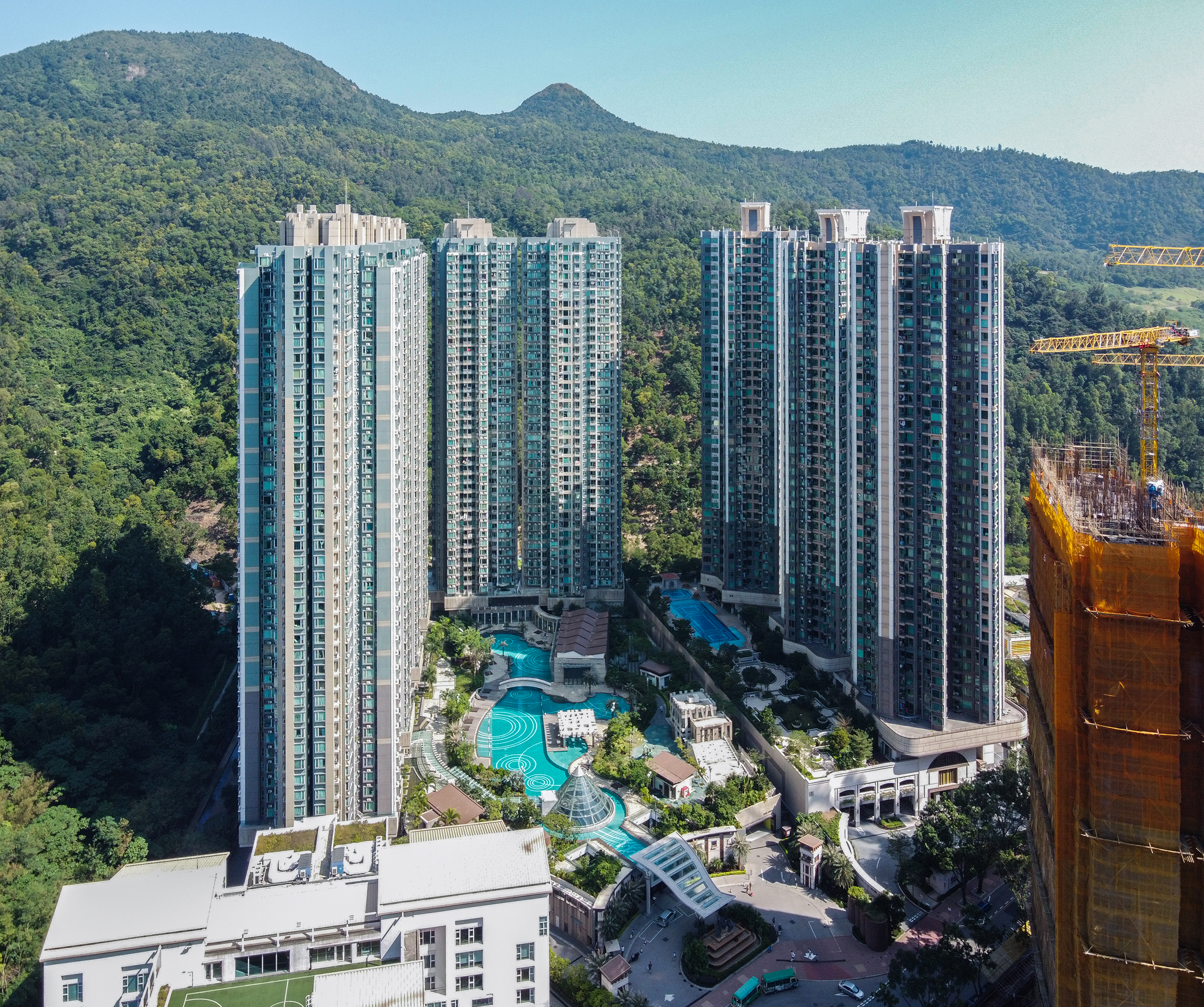
峻瀅及峻瀅II

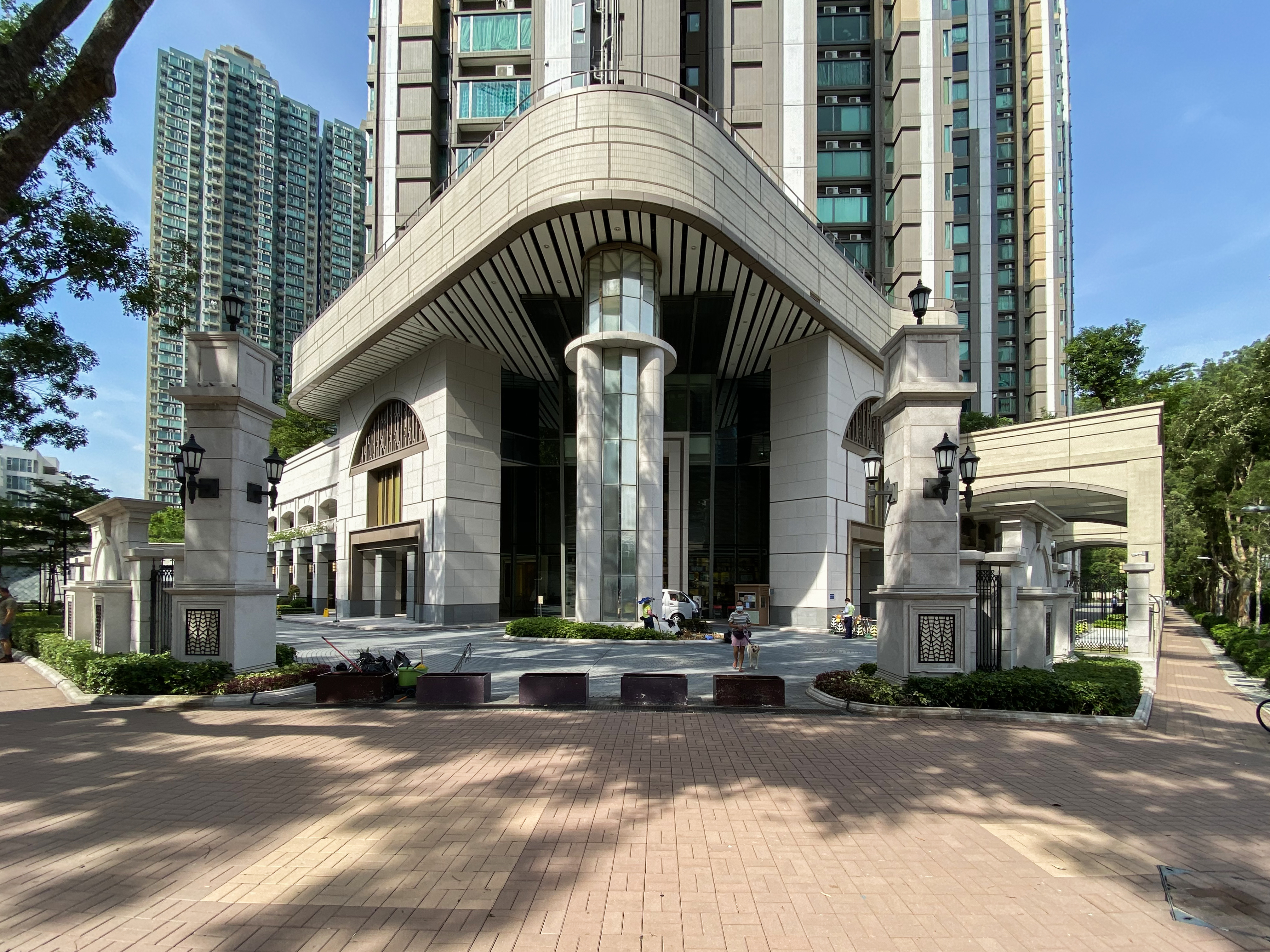
峻瀅II基座和入口

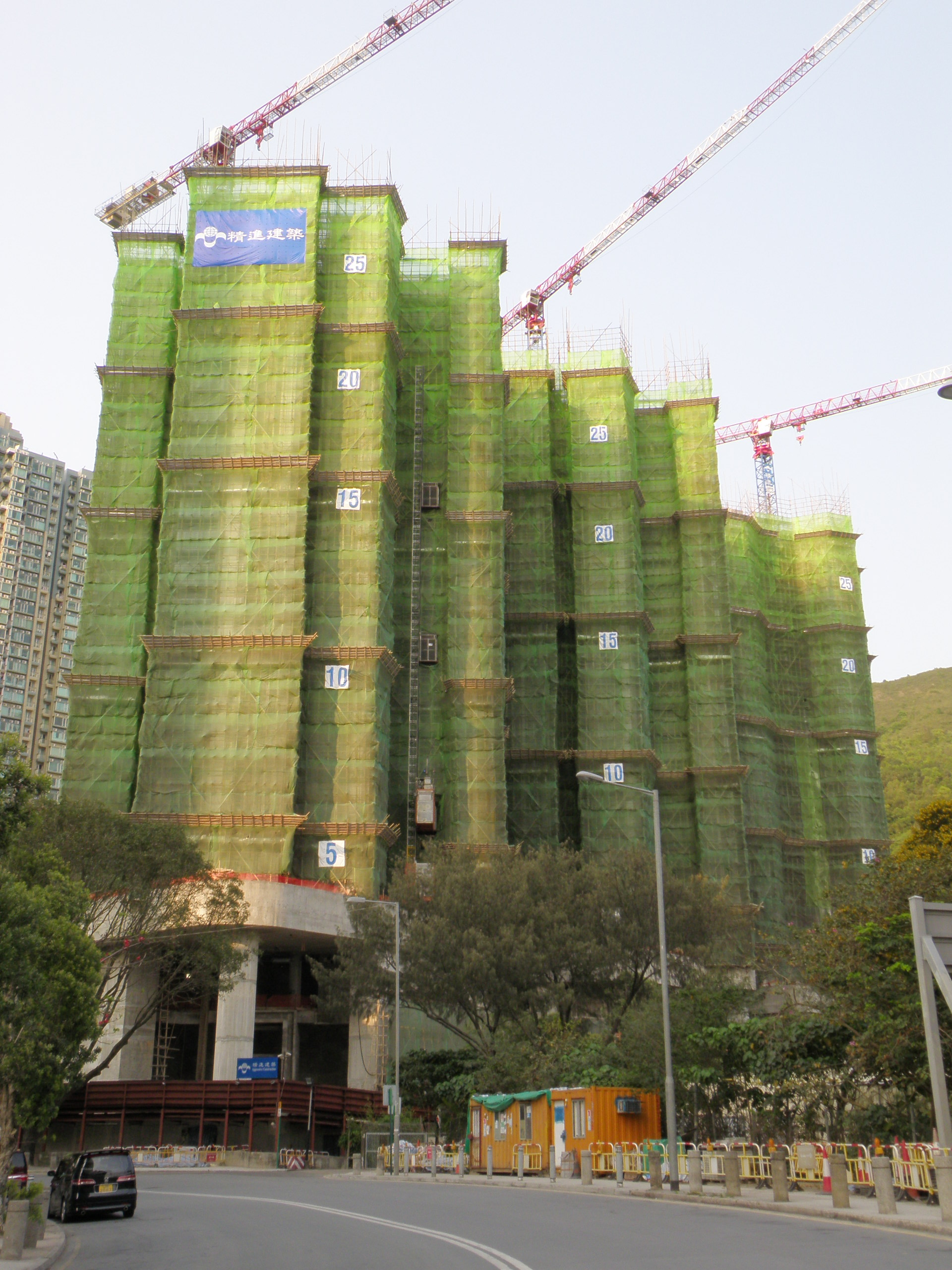
興建中的峻瀅II

峻瀅II（英語：The Beaumount II）位於香港新界將軍澳石角路6號，發展商為長江實業，並由旗下的港基物業管理負責屋苑管理。項目關鍵日期原預計為2016年9月30日，及後延遲至同年12月13日。
峻瀅II是峻瀅的第二期的發展項目，市場上基本上會稱為峻瀅2或峻瀅2期等，但峻瀅與峻瀅II其實是兩個獨立發展項目，兩者管理費、會所等設施均不能共用。

## 屋苑
屋苑由3座大廈（1座、2座：3至43樓，不包括4,13,14,24,34樓；3座：3至45樓，不包括4,13,14,24,34,44樓）組成，每層設8伙單位，共提供872個單位，
全2房2廳或3房2廳（連套房）間隔，單位面積由499以至765平方呎。
景觀方面，普遍單位視野開揚，向東以至東南享翠綠山景；向西北低層單位望雙內園及泳池景，部份中高層單位則遠眺將軍澳市中心景致

## 銷售安排
峻瀅II於2015年5月29日及2015年6月2日先後以「曬冷式」全推3房及2房單位，兩輪分別收票逾11,000張及6,000張，凍資11億元及6億元，兩日幾乎沽清所有大戶。
經過兩輪銷售後，項目已經沽出約872個單位中的867個，佔總數的99.4%，發展商即時公布下步銷售安排，把餘下的5伙3房單位，提價約3%，定於2015年6月6日以先到先得形式推售。

及後再錄得5宗終止買賣合約個案，發展商安排提價重推5伙單位，幅度由1%至3%不等，並安排於2015年9月18日發售。

2017年6月，1座7樓B室實用面積512平方呎的單位出現撻大訂個案，該單位買家以建築期付款方式於2015年6月以567.2萬元購入，相隔兩年，才正式終止買賣合約。
發展商於2017年7月3日更新價單，將上述單位價單定價由2015年5月的651.9萬降價至640萬元，減價1.83%，惟當年即供提供最高折扣達15%，折實約554.1萬元，而是次修改價單則一律取消所有折扣優惠，以價單定價出售，故單位實際加價為15.5%。

單位於7月7日發售並於同日獲得認購。

## 會所設施
峻瀅II於2樓設有面積約27,439平方呎住客會所｢Club B｣，提供5大主題，包括120呎長的戶外泳池、健身室、瑜珈室、桌球室、Band房、3D電影放映室及卡拉OK房及寵物會所等設施。另有佔地約54,141平方呎之歐式庭園及綠化空間。

## 爭議
有媒體報道屋苑第二期至少800戶單位的浴缸旁設有一幅約五呎乘四呎的磨砂玻璃，其他住戶能隱約可見住戶站在浴缸上沐浴，引起私隱問題。不過大多業主都不知道磨砂玻璃有通透效果。

## 鄰近
- 峻瀅
- 環保大道
- 日出康城

## 外部連結
- 峻瀅II銷售網站（页面存档备份，存于）
- 家在將軍澳討論區（页面存档备份，存于）